# Перссон-Брамсторп, Аксель
Аксель Аларик Перссон-Брамсторп (швед. Axel Alarik Pehrsson-Bramstorp; 19 августа 1883 — 19 февраля 1954) — шведский политический деятель, занимал пост премьер-министра Швеции с 19 июня по 28 сентября 1936 года. В парламенте был известен как Аксель Перссон из Брамсторпа, или просто Брамсторп для краткости, по названию своей фермы. В связи с этим в 1937 году официально добавил название своей фермы к фамилии.

## Ранние годы
Аксель Перссон родился в фермерской семьи в Оха (в настоящее время в муниципалитете Истад) в Сконе. Из-за смерти отца не смог окончить школу. После 14 лет посещал образовательные курсы для взрослых в фолькхогсколе. К моменту женитьбы Перссон купил ферму Брамсторп в том же округе, а затем присоединил к ней имевшую значительный размер родительскую ферму и купил ещё несколько участков.

## Политическая карьера
Перссон принимал активное участие в местной и региональной политике. В 1918 году он стал членом Второй палаты риксдага, представляя Либеральную партию, но не смог переизбраться в 1921 году. После этого Перссон перешёл в Аграрную партию Bondeförbundet («Фермерский союз») и был избран членом Второй палаты в 1929 году, где оставался до 1949 года. С 1934 по 1949 год возглавлял Аграрную партию.
После того как весной 1936 года парламентское большинство отправило в отставку социал-демократический кабинет Пера Альбина Ханссона, Перссон получил мандат короля Густава V сформировать коалиционное правительство без участия социалистов. Это оказалось невозможным, и Перссон ненадолго, с 19 июня по 28 сентября 1936 года, возглавил однопартийный кабинет в качестве премьер-министра. Так как правительство работало всего одно лето, оно получило название semesterregeringen (букв. «правительство на время отпусков»). Одновременно Перссон назначил себя министром сельского хозяйства; после выборов во вторую палату в сентябре он подал в отставку с поста премьер-министра, но остался министром сельского хозяйства в новом кабинете Ханссона, который представлял собой коалицию социал-демократов и аграрной партии. Ту же должность Перссон сохранил и в правительстве национальной коалиции, сформированном премьер-министром Ханссоном в начале Второй мировой войны в 1939 году, и сохранил пост до конца войны в 1945 году.

## Поздняя карьера
После отставки правительства военного времени Перссон-Брамсторп занимал различные высокие посты в сельскохозяйственных организациях, оставаясь председателем Аграрной партии, пока болезнь не заставила его уйти в отставку в 1949 году. В том же году он был награждён орденом Серафимов и всю оставшуюся жизнь провёл на своей ферме.